# Cañas (Huancabamba)
Cañas es un caserío peruano ubicado en el distrito de Huarmaca, perteneciente a la provincia de Huancabamba del departamento de Piura, al norte del Perú. 

## Ubicación
Cañas se ubica al sureste de la provincia de Huancabamba, en el distrito de Huarmaca, en el departamento de Piura.

## Demografía
En 2017 Cañas tenía una población de 104 habitantes.
| Gráfica de evolución demográfica de Cañas entre 1993 y 2017 |
|                                                             |
| Fuentes: Población 1993 y 2017                              |